# Giải vô địch cờ tướng Việt Nam
Giải vô địch cờ tướng quốc gia (tên gọi khác là giải vô địch cờ tướng A1 toàn quốc) là giải đấu cờ tướng do Liên đoàn cờ tướng Việt Nam tổ chức từ năm 1992 (giải nam) và 1994 (giải nữ) cho đến nay. Bên cạnh xác định nhà vô địch thì những kỳ thủ có thành tích tốt sẽ được xét phong cấp theo tiêu chuẩn phong cấp cờ tướng quốc gia hiện hành.
Ở nội dung cờ tiêu chuẩn, tính đến năm 2022, những kỳ thủ đoạt chức vô địch nhiều lần nhất là Trịnh A Sáng ở giải nam (7 lần) và Ngô Lan Hương ở giải nữ (10 lần).

## Trước năm 1945
Giải được chia theo 2 miền Bắc và Nam:

### Bắc Kỳ
- 1936: Nguyễn Văn Tâm (Nam Định)
- 1938: Lục Văn Tiền (Hà Nội)
- 1939: Lê Uy Vệ (Hà Nội)
- 1940: Lê Uy Vệ (Hà Nội)
- 1941: Lê Uy Vệ (Hà Nội)
- 1942: Lê Uy Vệ (Hà Nội)
- 1943: Chu Văn Bột (Nam Định)

### Nam Kỳ
- 1933: Nguyễn Thành Hội (An Giang).

## 1946-1975

### Miền Bắc
Chỉ có 3 lần tổ chức giải:
- 1965: Nguyễn Thi Hùng (Hà Nội)
- 1968: Nguyễn Tấn Thọ (Hà Nội)
- 1969: Phạm Đình Tuyển (Quảng Ninh)

### Miền Nam
Không tổ chức giải

## Sau 1975
Sau khi đất nước thống nhất, đến tận năm 1992, giải vô địch quốc gia Việt Nam được tổ chức lần đầu tiên tại Đà Nẵng. Hai năm đầu tiên chỉ có nội dung nam, từ năm 1994 mới có nội dung nữ.

### Danh sách những lần tổ chức và các nhà vô địch từng nội dung:
| Năm                   | Địa điểm tổ chức            | Vô địch bảng nam                                   | Vô địch bảng nam                 | Vô địch bảng nam                                   | Vô địch bảng nữ                               | Vô địch bảng nữ                               | Vô địch bảng nữ                               |
| Năm                   | Địa điểm tổ chức            | Tiêu chuẩn (kỳ vương)                              | Nhanh                            | Chớp                                               | Tiêu chuẩn (nữ kỳ vương)                      | Nhanh                                         | Chớp                                          |
| --------------------- | --------------------------- | -------------------------------------------------- | -------------------------------- | -------------------------------------------------- | --------------------------------------------- | --------------------------------------------- | --------------------------------------------- |
| 1992                  | Quảng Nam-Đà Nẵng           | Mai Thanh Minh (1) (Thành phố Hồ Chí Minh)         |                                  |                                                    |                                               |                                               |                                               |
| 1993                  | Hà Nội                      | Mai Thanh Minh (2) (Thành phố Hồ Chí Minh)         |                                  |                                                    |                                               |                                               |                                               |
| 1994                  | Thành phố Hồ Chí Minh       | Mai Thanh Minh (3) (Thành phố Hồ Chí Minh)         |                                  |                                                    | Lê Thị Hương (1) (Thành phố Hồ Chí Minh)      |                                               |                                               |
| 1995                  | Quảng Nam-Đà Nẵng           | Mai Thanh Minh (4) (Thành phố Hồ Chí Minh)         |                                  |                                                    | Lê Thị Hương (2) (Thành phố Hồ Chí Minh)      |                                               |                                               |
| 1996                  | Hà Nội                      | Trịnh A Sáng (1) (Thành phố Hồ Chí Minh)           |                                  |                                                    | Lê Thị Hương (3) (Thành phố Hồ Chí Minh)      |                                               |                                               |
| 1997                  | Thành phố Hồ Chí Minh       | Trương Á Minh (1) (Thành phố Hồ Chí Minh)          |                                  |                                                    | Lê Thị Hương (4) (Thành phố Hồ Chí Minh)      |                                               |                                               |
| 1998                  | Đà Nẵng                     | Mai Thanh Minh (5) (Thành phố Hồ Chí Minh)         |                                  |                                                    | Hoàng Hải Bình (1) (Bình Định)                |                                               |                                               |
| 1999                  | Bà Rịa – Vũng Tàu           | Đào Cao Khoa (1) (Bộ Công an)                      |                                  |                                                    | Châu Thị Ngọc Giao (1) (Bình Định)            |                                               |                                               |
| 2000                  | Thành phố Hồ Chí Minh       | Trịnh A Sáng (2) (Thành phố Hồ Chí Minh)           |                                  |                                                    | Lê Thị Hương (5) (Thành phố Hồ Chí Minh)      |                                               |                                               |
| 2001                  | Bình Định                   | Trịnh A Sáng (3) (Thành phố Hồ Chí Minh)           |                                  |                                                    | Ngô Lan Hương (1) (Thành phố Hồ Chí Minh)     |                                               |                                               |
| 2002                  | Hà Nội                      | Trịnh A Sáng (4) (Thành phố Hồ Chí Minh)           |                                  |                                                    | Ngô Lan Hương (2) (Thành phố Hồ Chí Minh)     |                                               |                                               |
| 2003                  | Đà Nẵng                     | Đặng Hùng Việt (1) (Hà Nội)                        |                                  |                                                    | Phạm Thu Hà (1) (Hà Nội)                      |                                               |                                               |
| 2004                  | Thành phố Hồ Chí Minh       | Nguyễn Vũ Quân (1) (Hà Nội)                        |                                  |                                                    | Hoàng Hải Bình (2) (Thành phố Hồ Chí Minh)    |                                               |                                               |
| 2005                  | Quảng Ninh                  | Nguyễn Vũ Quân (2) (Hà Nội)                        |                                  |                                                    | Ngô Lan Hương (3) (Thành phố Hồ Chí Minh)     |                                               |                                               |
| 2006                  | Bà Rịa – Vũng Tàu           | Trịnh A Sáng (5) (Thành phố Hồ Chí Minh)           |                                  |                                                    | Ngô Lan Hương (4) (Thành phố Hồ Chí Minh)     |                                               |                                               |
| 2007                  | Thành phố Hồ Chí Minh       | Nguyễn Thành Bảo (1) (Bà Rịa-Vũng Tàu)             |                                  |                                                    | Ngô Lan Hương (5) (Thành phố Hồ Chí Minh)     |                                               |                                               |
| 2008                  | Cao Bằng                    | Trịnh A Sáng (6) (Thành phố Hồ Chí Minh)           |                                  |                                                    | Ngô Lan Hương (6) (Thành phố Hồ Chí Minh)     |                                               |                                               |
| 2009                  | Bình Dương                  | Nguyễn Vũ Quân (3) (Hà Nội)                        |                                  |                                                    | Ngô Lan Hương (7) (Thành phố Hồ Chí Minh)     |                                               |                                               |
| 2010                  | Bình Phước                  | Võ Minh Nhất (1) (Bình Phước)                      |                                  |                                                    | Ngô Lan Hương (8) (Thành phố Hồ Chí Minh)     |                                               |                                               |
| 2011                  | Thành phố Hồ Chí Minh       | Nguyễn Thành Bảo (2) (Hà Nội)                      |                                  |                                                    | Ngô Lan Hương (9) (Thành phố Hồ Chí Minh)     |                                               |                                               |
| 2012                  | Hà Nội                      | Nguyễn Hoàng Lâm (1) (Thành phố Hồ Chí Minh)       |                                  |                                                    | Cao Phương Thanh (1) (Thành phố Hồ Chí Minh)  |                                               |                                               |
| 2013                  | Thành phố Hồ Chí Minh       | Lại Lý Huynh (1) (Bình Dương)                      |                                  |                                                    | Ngô Lan Hương (10) (Thành phố Hồ Chí Minh)    |                                               |                                               |
| 2014                  | Bà Rịa – Vũng Tàu           | Lại Lý Huynh (2) (Bình Dương)                      |                                  | Nguyễn Thành Bảo (1) (Hà Nội)                      | Đàm Thị Thùy Dung (1) (Thành phố Hồ Chí Minh) |                                               | Đàm Thị Thùy Dung (1) (Thành phố Hồ Chí Minh) |
| 2015                  | Bà Rịa – Vũng Tàu           | Trịnh A Sáng (7) (Thành phố Hồ Chí Minh)           | Lại Lý Huynh (1) (Bình Dương)    | Nguyễn Minh Nhật Quang (1) (Thành phố Hồ Chí Minh) | Hồ Thị Thanh Hồng (1) (Bình Định)             | Nguyễn Hoàng Yến (1) (Thành phố Hồ Chí Minh)  | Hồ Thị Thanh Hồng (1) (Bình Định)             |
| 2016                  | Cần Thơ                     | Lại Lý Huynh (3) (Bình Dương)                      | Lại Lý Huynh (2) (Bình Dương)    | Nguyễn Minh Nhật Quang (2) (Thành phố Hồ Chí Minh) | Nguyễn Hoàng Yến (1) (Thành phố Hồ Chí Minh)  | Nguyễn Hoàng Yến (2) (Thành phố Hồ Chí Minh)  | Nguyễn Hoàng Yến (1) (Thành phố Hồ Chí Minh)  |
| 2017                  | Bà Rịa – Vũng Tàu           | Đặng Hữu Trang (1) (Bình Phước)                    | Uông Dương Bắc (1) (Bình Dương)  | Lại Lý Huynh (1) (Bình Dương)                      | Nguyễn Hoàng Yến (2) (Thành phố Hồ Chí Minh)  | Nguyễn Hoàng Yến (3) (Thành phố Hồ Chí Minh)  | Đàm Thị Thùy Dung (2) (Thành phố Hồ Chí Minh) |
| 2018                  | Bà Rịa – Vũng Tàu           | Lại Lý Huynh (4) (Bình Dương)                      | Nguyễn Anh Quân (1) (Bộ Công An) | Lại Lý Huynh (2) (Bình Dương)                      | Hoàng Hải Bình (3) (Thành phố Hồ Chí Minh)    | Đào Thị Thủy Tiên (1) (Quảng Ninh)            | Lê Thị Kim Loan (1) (Hà Nội)                  |
| 2019                  | Kiên Giang                  | Uông Dương Bắc (1) (Bình Dương)                    | Đào Cao Khoa (1) (Bình Dương)    | Lại Lý Huynh (3) (Bình Dương)                      | Cao Phương Thanh (2) (Thành phố Hồ Chí Minh)  | Đàm Thị Thùy Dung (1) (Thành phố Hồ Chí Minh) | Đào Thị Thủy Tiên (1) (Quảng Ninh)            |
| 2020                  | Bà Rịa – Vũng Tàu           | Đặng Cửu Tùng Lân (1) (Bình Phước)                 | Lại Lý Huynh (3) (Bình Dương)    | Nguyễn Minh Nhật Quang (3) (Thành phố Hồ Chí Minh) | Đào Thị Thủy Tiên (1) (Quảng Ninh)            | Nguyễn Hoàng Yến (4) (Thành phố Hồ Chí Minh)  | Nguyễn Phi Liêm (1) (Hà Nội)                  |
| 2021                  | Bà Rịa - Vũng Tàu           | Lại Lý Huynh (5) (Bình Dương)                      | Lại Lý Huynh (4) (Bình Dương)    | Nguyễn Minh Nhật Quang (4) (Thành phố Hồ Chí Minh) | Lê Thị Kim Loan (1) (Hà Nội)                  | Nguyễn Hoàng Yến (5) (Thành phố Hồ Chí Minh)  | Nguyễn Hoàng Yến (2) (Thành phố Hồ Chí Minh)  |
| 2022.                 | Đà Nẵng                     | Nguyễn Minh Nhật Quang (1) (Thành phố Hồ Chí Minh) | Lại Lý Huynh (5) (Bình Dương)    | Hà Văn Tiến (1) (Bình Phước)                       | Nguyễn Hoàng Yến (3) (Thành phố Hồ Chí Minh)  | Đàm Thị Thùy Dung (2) (Thành phố Hồ Chí Minh) | Đàm Thị Thùy Dung (3) (Thành phố Hồ Chí Minh) |
| 2023                  | Lâm Đồng                    | Nguyễn Thành Bảo (3) (Bình Phước)                  | Lại Lý Huynh (6) (Bình Dương)    | Chu Tuấn Hải (1) (Bình Phước)                      | Nguyễn Hoàng Yến (4) (Thành phố Hồ Chí Minh)  | Nguyễn Hoàng Yến (6) (Thành phố Hồ Chí Minh)  | Nguyễn Hoàng Yến (3) (Thành phố Hồ Chí Minh)  |
| 2024                  | Bà Rịa - Vũng Tàu           | Vũ Quốc Đạt (1) (Thành phố Hồ Chí Minh)            | Trần Huỳnh Si La (1) (Đà Nẵng)   | Lại Lý Huynh (4) (Bình Dương)                      | Nguyễn Hoàng Yến (5) (Thành phố Hồ Chí Minh)  | Nguyễn Hoàng Yến (7) (Thành phố Hồ Chí Minh)  | Nguyễn Hoàng Yến (4) (Thành phố Hồ Chí Minh)  |
| 2025                  | \| Thành phố Hồ Chí Minh \| | Lại Lý Huynh (6) (Bình Dương)                      | Hà Văn Tiến (1) (Bình Phước)     | Hà Văn Tiến (2) (Bình Phước)                       | Đàm Thị Thùy Dung (2) (Thành phố Hồ Chí Minh) | Lại Quỳnh Tiên (1)(TpHCM)                     | Đàm Thị Thùy Dung (4) (TpHCM)                 |
| Thành phố Hồ Chí Minh |                             |                                                    |                                  |                                                    |                                               |                                               |                                               |